# Delegação de Bayelsa na Assembleia Nacional da Nigéria
A delegação do estado de Bayelsa na Assembleia Nacional da Nigéria compreende três representantes eleitos para o Senado da Nigéria que representam as regiões de Bayelsa Central, Bayelsa do Leste e Bayelsa do Oeste, além de cinco deputados para a Câmara dos Representantes que representam os distritos eleitorais de Sagbama/Ekeremor, Ogbia, Ijó Sul, Yenagoa/Opokuma e Brass/Nembe.

## Quarta República (1999–presente)

### 4ª Legislatura (1999–2003)
|           |                          |         |                    |           |          |
| Cargo     | Nome                     | Partido | Distrito Eleitoral | Mandato   | Situação |
|           |                          |         |                    |           |          |
| Senadores | Brigidi David Cobbina    | PDP     | Bayelsa Central    | 1999–2003 | Eleito   |
| Senadores | Okilo Melford            | PDP     | Bayelsa do Leste   | 1999–2003 | Eleito   |
| Senadores | Tupele-Ebi Diffa         | AD      | Bayelsa do Oeste   | 1999–2003 | Eleito   |
|           |                          |         |                    |           |          |
| Deputados | Andie Clement            | AD      | Sagbama/Ekeremor   | 1999–2003 | Eleito   |
| Deputados | Graham Ipigansi          | ANPP    | Ogbia              | 1999–2003 | Eleito   |
| Deputados | Okoto Foster Bruce       | PDP     | Ijó Sul            | 1999–2003 | Eleito   |
| Deputados | Torukurobo Epengule Mike | PDP     | Yenagoa/Opokuma    | 1999–2003 | Eleito   |
| Deputados | Wuku Dieworio Wilson     | PDP     | Brass/Nembe        | 1999–2003 | Eleito   |

### 6ª Legislatura (2007–2011)
|           |                     |         |                    |           |          |
| Cargo     | Nome                | Partido | Distrito Eleitoral | Mandato   | Situação |
|           |                     |         |                    |           |          |
| Senadores | Paul Emmanuel       | PDP     | Bayelsa Central    | 2007–2011 | Eleito   |
| Senadores | Nimi Barigha-Amange | PDP     | Bayelsa do Leste   | 2007–2011 | Eleita   |
| Senadores | Heineken Lokpobiri  | PDP     | Bayelsa do Oeste   | 2007–2011 | Eleito   |
|           |                     |         |                    |           |          |
| Deputados | Dickson Henry       | PDP     | Sagbama/Ekeremor   | 2007–2011 | Eleito   |
| Deputados | Clever Ikisikpo     | PDP     | Ogbia              | 2007–2011 | Eleito   |
| Deputados | Donald Egberibin    | PDP     | Ijó Sul            | 2007–2011 | Eleito   |
| Deputados | Warman Ogoriba      | PDP     | Yenagoa/Opokuma    | 2007–2011 | Eleito   |
| Deputados | Nelson Belief       | PDP     | Brass/Nembe        | 2007–2011 | Eleito   |

### 9ª Legislatura (2019–2023)
|           |                                |         |                    |           |          |
| Cargo     | Nome                           | Partido | Distrito Eleitoral | Mandato   | Situação |
|           |                                |         |                    |           |          |
| Senadores | Cleopas Moses                  | PDP     | Bayelsa Central    | 2019–2023 | Eleito   |
| Senadores | Biobarakuma Degi-Eremienyo     | APC     | Bayelsa do Leste   | 2019–2023 | Eleito   |
| Senadores | Seriake Henry Dickson          | PDP     | Bayelsa do Oeste   | 2019–2023 | Eleito   |
|           |                                |         |                    |           |          |
| Deputados | Agbedi Yeitiemone Frederick    | PDP     | Sagbama/Ekeremor   | 2019–2023 | Eleito   |
| Deputados | Obua Azibapu Fred              | PDP     | Ogbia              | 2019–2023 | Eleito   |
| Deputados | Preye Influence Goodluck Oseke | APC     | Ijó Sul            | 2019–2023 | Eleito   |
| Deputados | Stephen Sinikiem Azaiki        | PDP     | Yenagoa/Opokuma    | 2019–2023 | Eleito   |
| Deputados | Israel Sunny Goli              | APC     | Brass/Nembe        | 2019–2023 | Eleito   |